# Даркнет маркет
Даркнет маркет — це онлайн магазин, який знаходиться у прихованій мережі даркнет, у яку можна зайти за допомогою даркнет браузерів TOR або I2P. Даркнет маркет відрізняється від звичайних онлайн магазинів тим, що його користувачі мають можливість зберігати свою анонімність. Переважна більшість товарів які можна знайти у даркнет маркеті — це нелегальні товари такі як наркотики, зброя, підроблені документи, крадені кредитні картки. Задля забезпечення анонімності, користувачі переважно здійснюють оплату за допомогою криптовалют, зокрема біткойну.

## Історія
Перші спроби продажу нелегальних товарів були зроблені на початку 1970х між студентами Стенфордського університету та Массачусетського Технологічного інституту, які за допомогою ARPANET продавали марихуану. Наприкінці 80х, борці за громадянські права відкрили сайт alt.drugs, де відвідувачі могли ділитися рецептами приготування наркотичних речовин. Хоча користувачі не могли придбати наркотики безпосередньо на сайті, продажі проходили приватно за сприянням адміністрації сайту. Після арешту адміністратора сайту, alt.drugs припинив своє існування і на його заміну прийшов новий сайт Hive (з англ. «Вулик»), де так само користувачі могли отримати всю інформацію про виготовлення наркотичних речовин у домашніх умовах. З розвитком інтернету, утримувати сайти такого роду стало небезпечно для їх адміністрації і форуми про наркотичні речовини перейшли у даркнет, де відвідувачі і адміністратори можуть утримувати свою анонімність.

## Сучасні Даркнет Маркети
Silk Road («Шовковий шлях» з англ.) був найпершим онлайн магазином розташованим у даркнеті, який можна було відкрити за допомогою браузера Tor, а оплату можна було проводити у біткойнах. Завдяки браузеру Tor і валюті біткойн користувачі сайту могли зберігати свою анонімність і не боятись бути знайденими правоохоронними органами. Сайт був заснований Россом Ульбріхтом у 2011 році, який ховався під іменем Dread Pirate Roberts. Сайт функціонував до 2013, поки Ульбріхт не був ув'язнений у бібліотеці біля його дому у Сан Франциско. За два роки існування, на сайті було проведено більше мільйона транзакцій вартістю $1.2 мільярди доходів. Переважна більшість користувачів була з США та Великої Британії. Silk Road функціонував за схожою схемою як і інші інтернет магазини, де користувачі мали змогу залишити свої відгуки про продавців. Задля забезпечення гарантії що клієнти отримають свій товар, а продавці отримають оплату, сайт користувався системою ескроу утримуючи кошти клієнта до моменту доставки.
Незабаром після закриття Silk Road, у листопаді 2013 року відкрилась друга частина сайту під назвою Silk Road 2.0. Сайт функціонував за схожою схемою як і його попередник, приносячи понад $8 мільйонів прибутку щомісячно. Через рік, у листопаді 2013 року Блейк Бентал, власник оновленої версії «Шовкового Шляху», був заарештований, а сайт було закрито ФБР.
З 2011 по 2014 рік, потужність і кількість криптомаркетів значно збільшилась, нараховуючи більше 5000 унікальних продавців, які оперували на п'яти найбільших даркнет маркетах. Переважна більшість товарів представлених на криптомаркетах — це різноманітні наркотичні речовини, але траплялися випадки продажу отрути та зброї; переважна більшість продавців знаходяться у США, Великій Британії, Австралії та Китаї.
11 січня 2021 року німецькі правоохоронці відключили найбільший нелегальний торговельний майданчик DarkMarket в даркнеті, частина серверів була розташована на території України. У жовтні правоохоронні органи США та ряду європейських країн відзвітували про проведення масштабної операції Dark HunTOR. Її наслідком стали масові арешти 150 підозрюваних у торгівлі забороненими товарами. Правоохоронці конфіскували 26,7 млн євро готівкою і віртуальними валютами, а також 45 одиниць зброї і 234 кілограми наркотиків, включаючи 25 тисяч таблеток екстазі.
Навесні 2022 був закритий Гідра (даркнет-ринок), запущений в 2015 році, коли об'єдналися Way Away і Legal RC, які продавали синтетичні канабіноїди та дизайнерські наркотики, відсутні на RAMP — провідному даркнет-ринку.